# 上海世博文化公园
上海世博文化公园是上海市浦东新区的一座大型开放式公园，包含原后滩公园和由原世博园C区改造而来的新建部分。公园西北至黄浦江，东至卢浦大桥和南北高架路，南至通耀路，占地面积约2平方公里。公园于2017年开工建设，2021年12月31日开放北区，2024年9月20日全部建成开放。

## 地块历史
世博文化公园所在地块在世博会前为上钢三厂厂区，2010年世博会期间为世博园C区，该区域内展馆大部分为外国自建馆。世博会结束后，大部分展馆均被拆除，仅有法国馆、意大利馆、卢森堡馆、俄罗斯馆四座展馆永久保留。世博会结束之初，规划部门曾计划将这一区域打造成一个国际高端办公区，号称“新陆家嘴”，这一设想也得到了世博园区总规划师吴志强的支持，但最终没有实施。此后发布的初版后世博规划中，C区被划分为“后滩可持续发展预留拓展区”。2017年春，市政府决定将这一区域整体建成大型公园。官方宣传将这一决策称为“践行人民城市理念”，并指该地块土地出让收入可达1000亿元，建设公园的初衷是“坚持以人民为中心的发展思想”。

## 总体设计
除保留纳入的后滩公园以外，世博文化公园新建部分在设计上大致分为三个主题区域：东北方向的“世博环区”，主要建筑物为四个保留展馆；西北方向的“人文艺术区”，主要建筑物为上海大歌剧院；南侧的“自然生态区”，主要建筑物为双子山、上海温室花园和世界花艺园，上海久事国际马术中心亦位于该区域内。

## 主要景点
- 世博文化公园内包含四座捐赠上海的世博会外国自建馆：法国馆、意大利馆、卢森堡馆、俄罗斯馆。原法国馆现改建为罗丹艺术文化发展中心，原意大利馆更名为“上海意大利中心”，原卢森堡馆现用作餐馆，原俄罗斯馆改建为演艺中心，定名“红石中心”（RED ROCK）[9]。
- 时光印记大道位于济坤路主入口，自东向西展陈了公园地块的历史，东部设有工业风格雕塑，中间为海宝雕塑，尽头设有一金属圆球，意为“圆梦”[10]。
- 申园位于四座外国馆西侧，是一座具江南园林文化特色的园中园。园林占地5公顷，为北山、南水、东园、西苑的布局，呈现明清时期江南传统园林风格。名字中的“申”字取自上海简称，意为上海之园[11]。
- 双子山位于公园南侧，内部实为空心钢结构车库，设48米主峰和37米侧峰。由于结构特殊，表面土层浅，不设置高大植物，树木以浅根系为主。为使树木在贫瘠的山体表面一次成活，设计方将“山体”表面的数字高程模型导入ArcGIS中计算坡度和日照条件，精确选取树种；所有建筑结构、管线与树根的位置均经过BIM碰撞检测，以防树木生长受限[12]。2022年底封顶[13]，2024年9月随南区建成开放。双子山建成后成为世博文化公园的“网红景点”，需要提前预约方可登山。园方在入口处为行动不便者提供免费登山杖，这一举措使得双子山被调侃为“4800cm高”[14]。
- 上海温室花园位于公园中部，面积2.2万平方米，建成时为亚洲最大的玻璃温室花园，设海市沙洲（展出沙地植物）、云上森林（展出雨林植物）和云雾峡谷（展出常温植物，设有水景）三个展馆，三者之间以“老厂房钢架”相连，呼应场地的工业遗存。地下为不对外开放的空调机房和管理用房（止于机场快线预控线北侧）[15][16]。平日门票98元，周末和节假日门票128元，身高100cm以下儿童免票[17]。土建上采用张弦铝合金网格结构[18]。
- 世界花艺园位于公园西南侧，由地面公园区域和地下配套空间组成。地面公园由台地园、新境园、禅境园、竹境园和岩石花园等组成[8]。
- 上海久事国际马术中心位于公园南部，是中国首个可举办国际比赛的永久性马术场馆。
- 上海大歌剧院位于公园西部，在建。
- 世博文化公园沿黄浦江岸线为“后滩滨江”景点，系原后滩公园，设计理念为生态、自然、野趣，设有湿地生态景观、农耕文明景观、工业文明遗存和后工业文明体验四个层次景观，同时具有水循环净化功能。
- 公园北部入口附近设有“狗GO乐园”，可供宠物犬活动社交[19]。

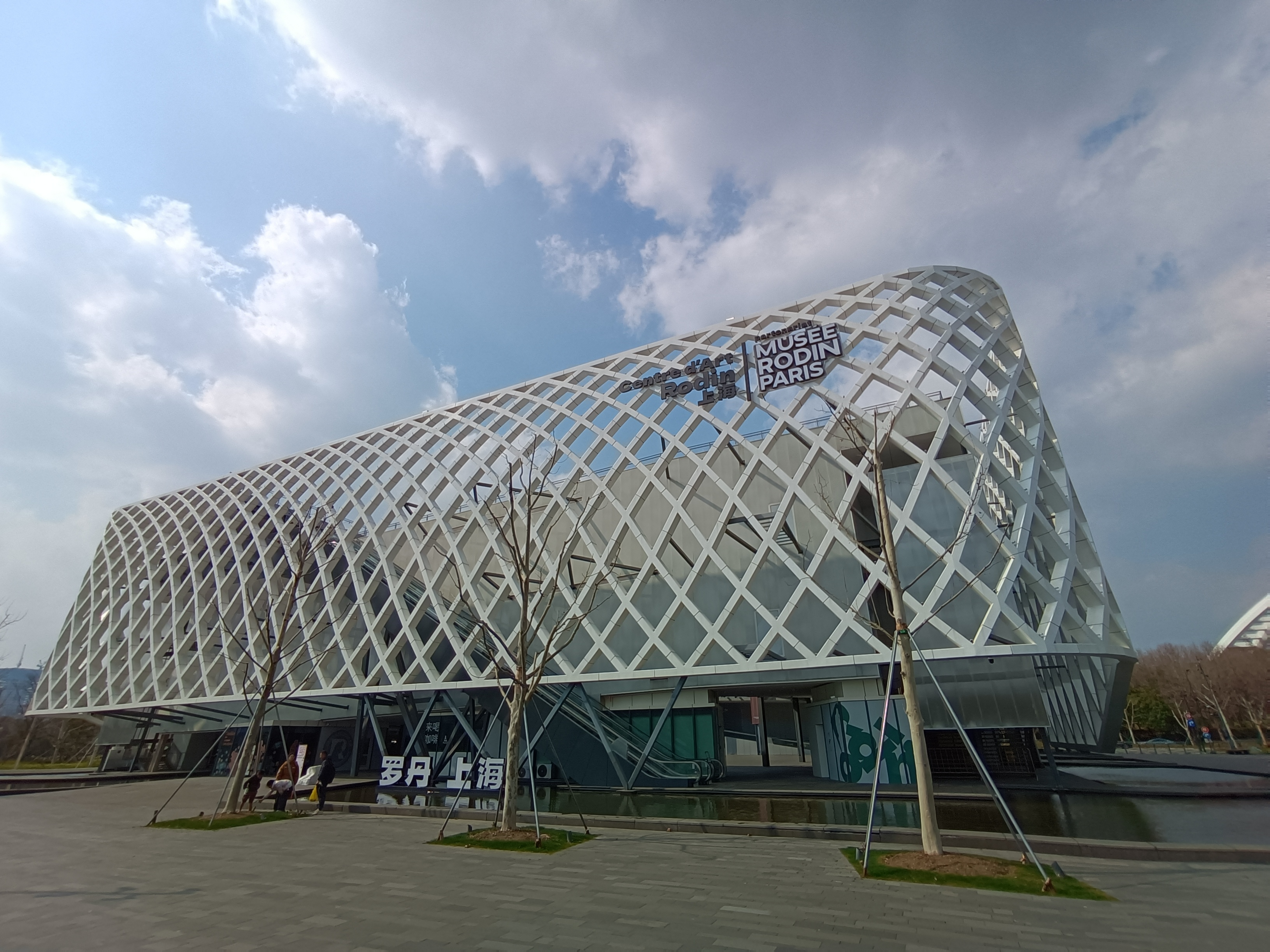
罗丹艺术中心（原法国馆）
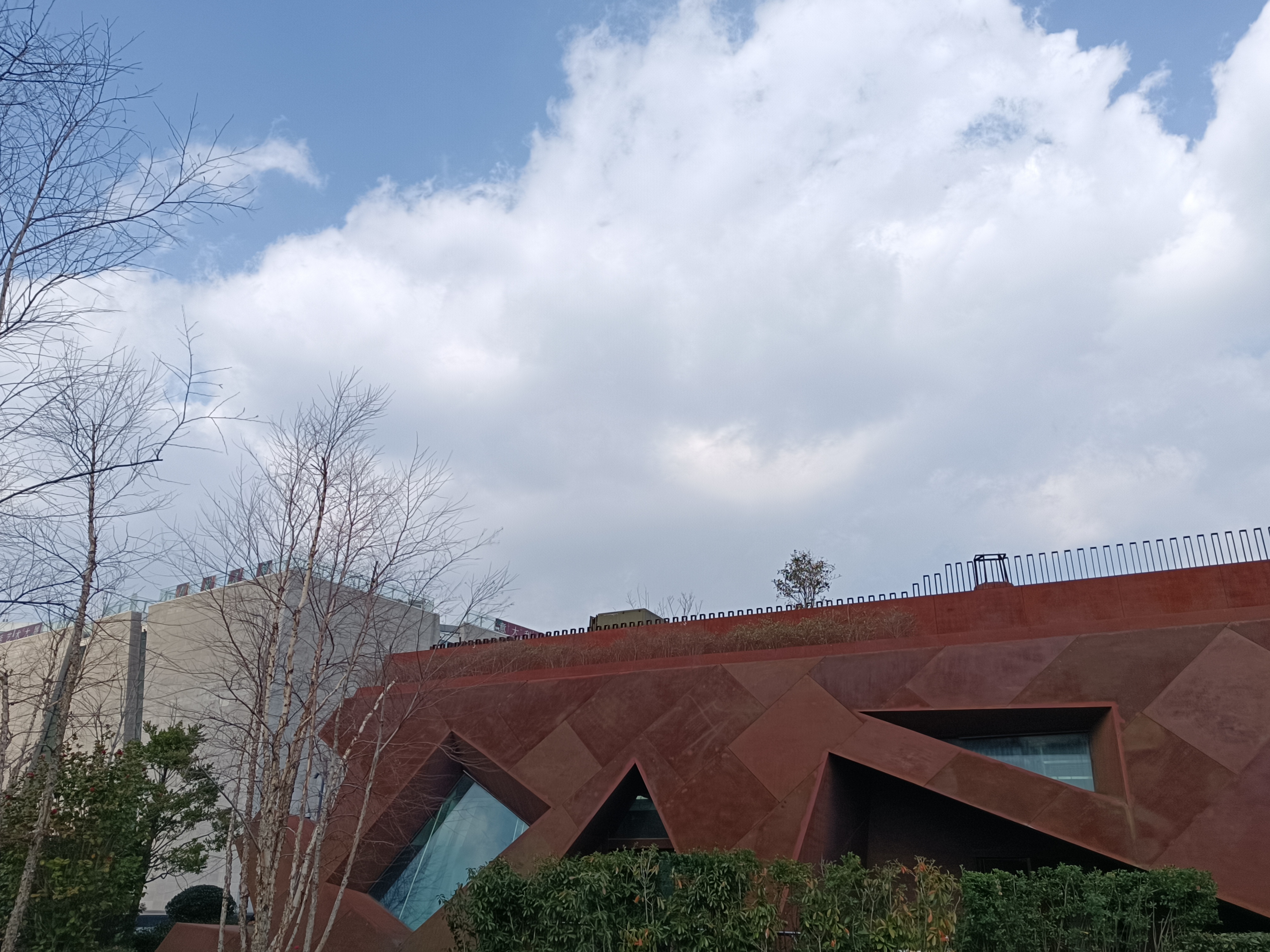
原卢森堡馆改建的餐馆
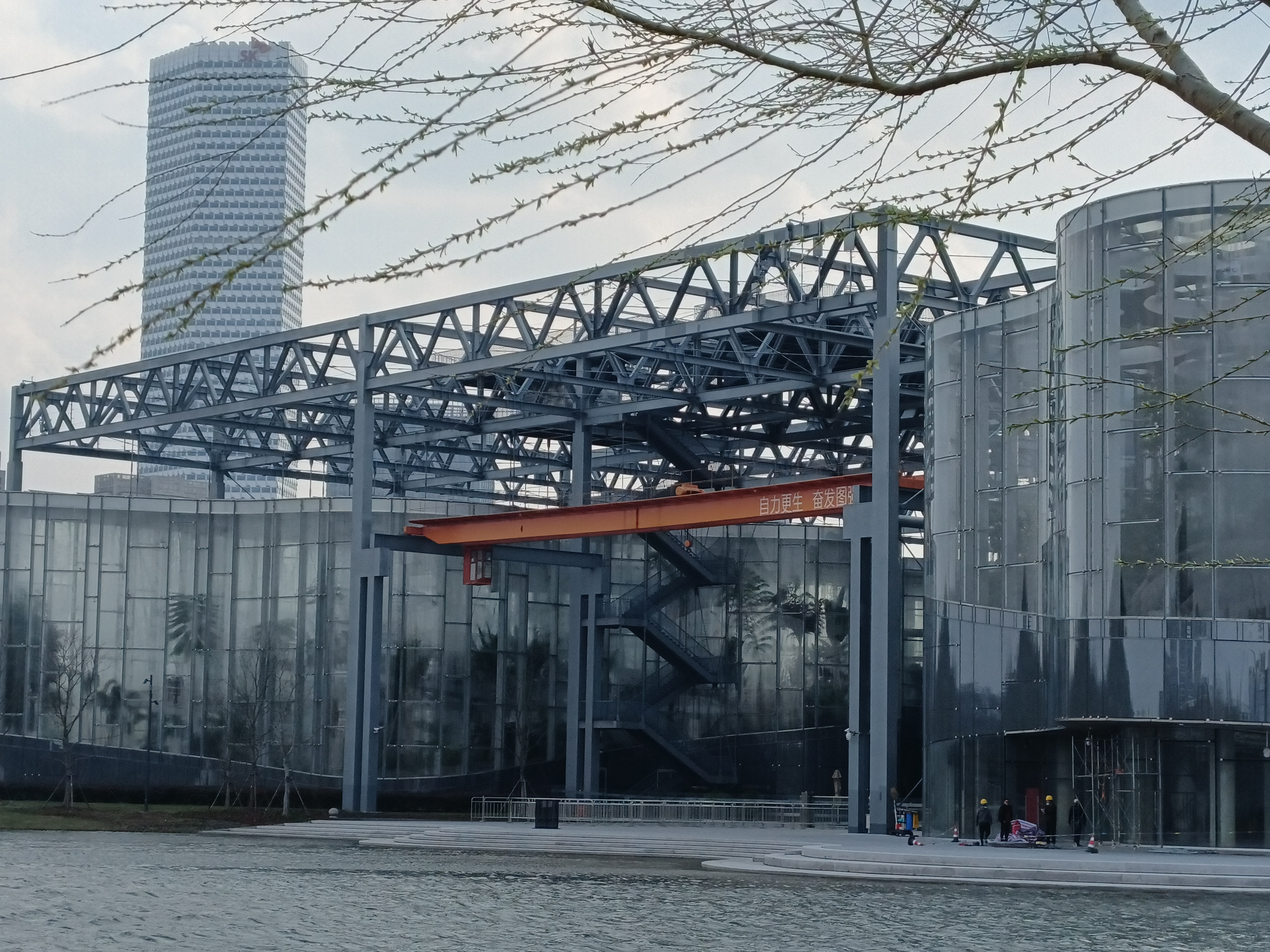
远眺温室花园，钢架上有“自力更生 奋发图强”字样
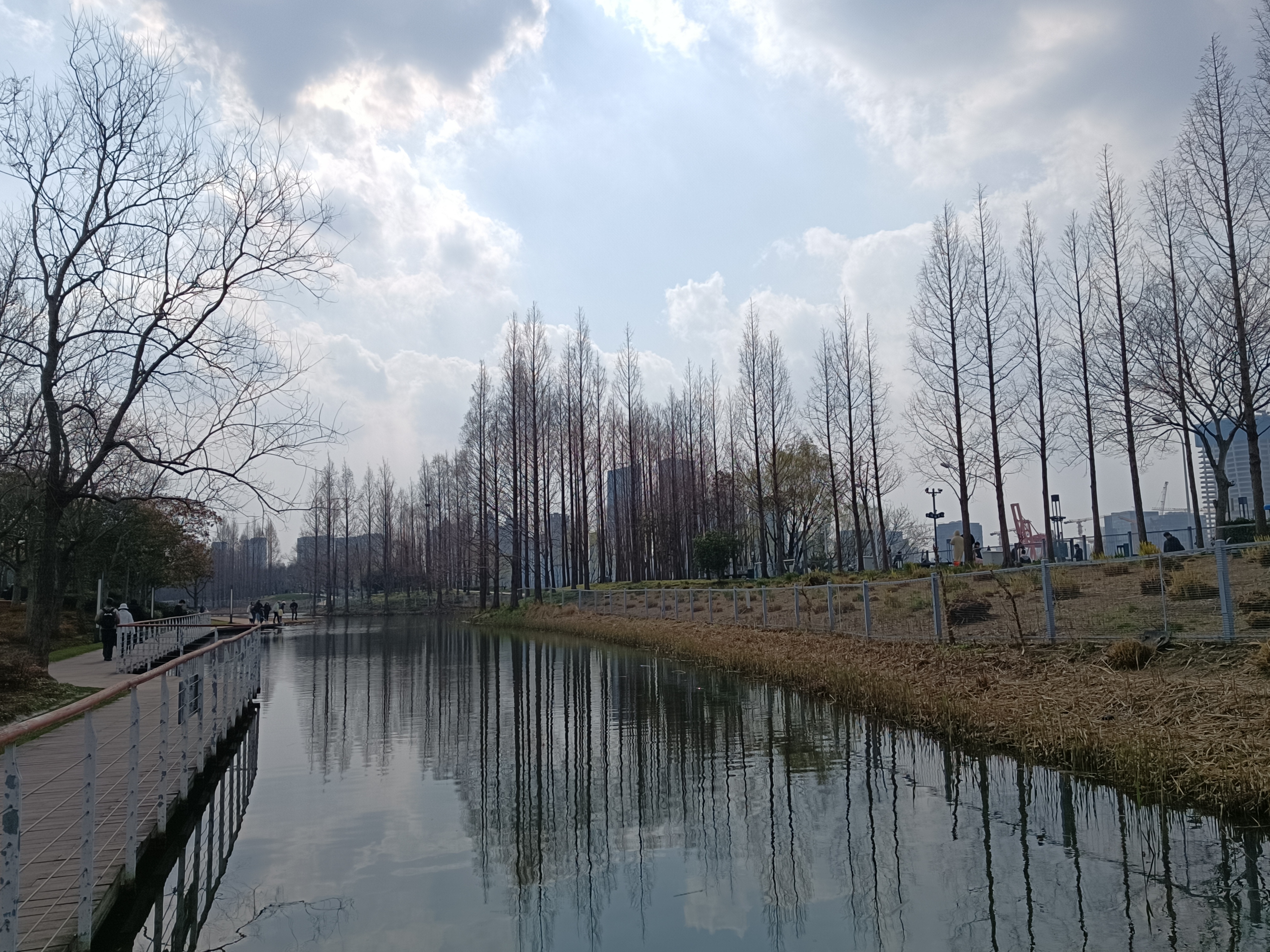
后滩滨江（原后滩公园）内的水池
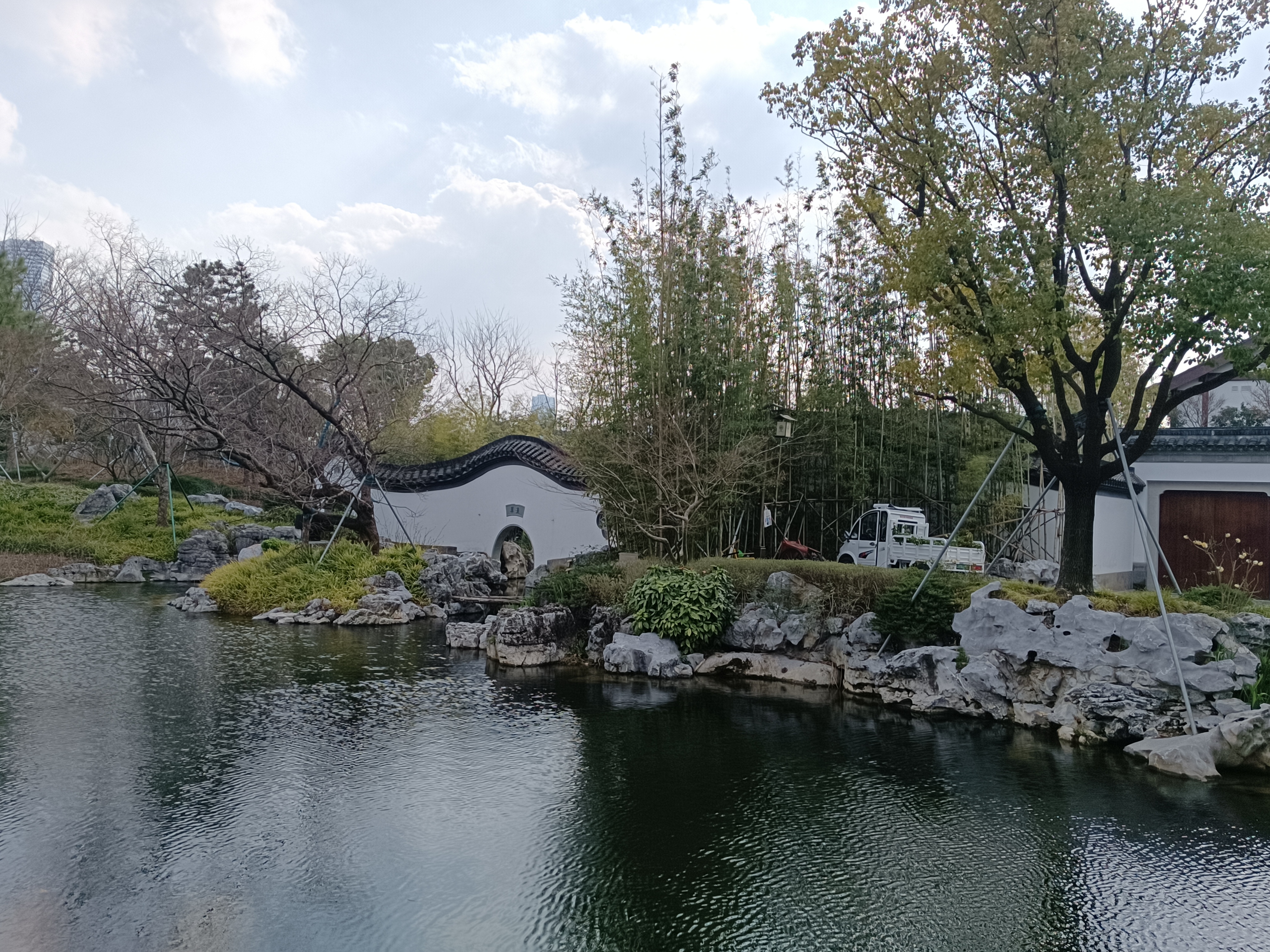
“申园”外景
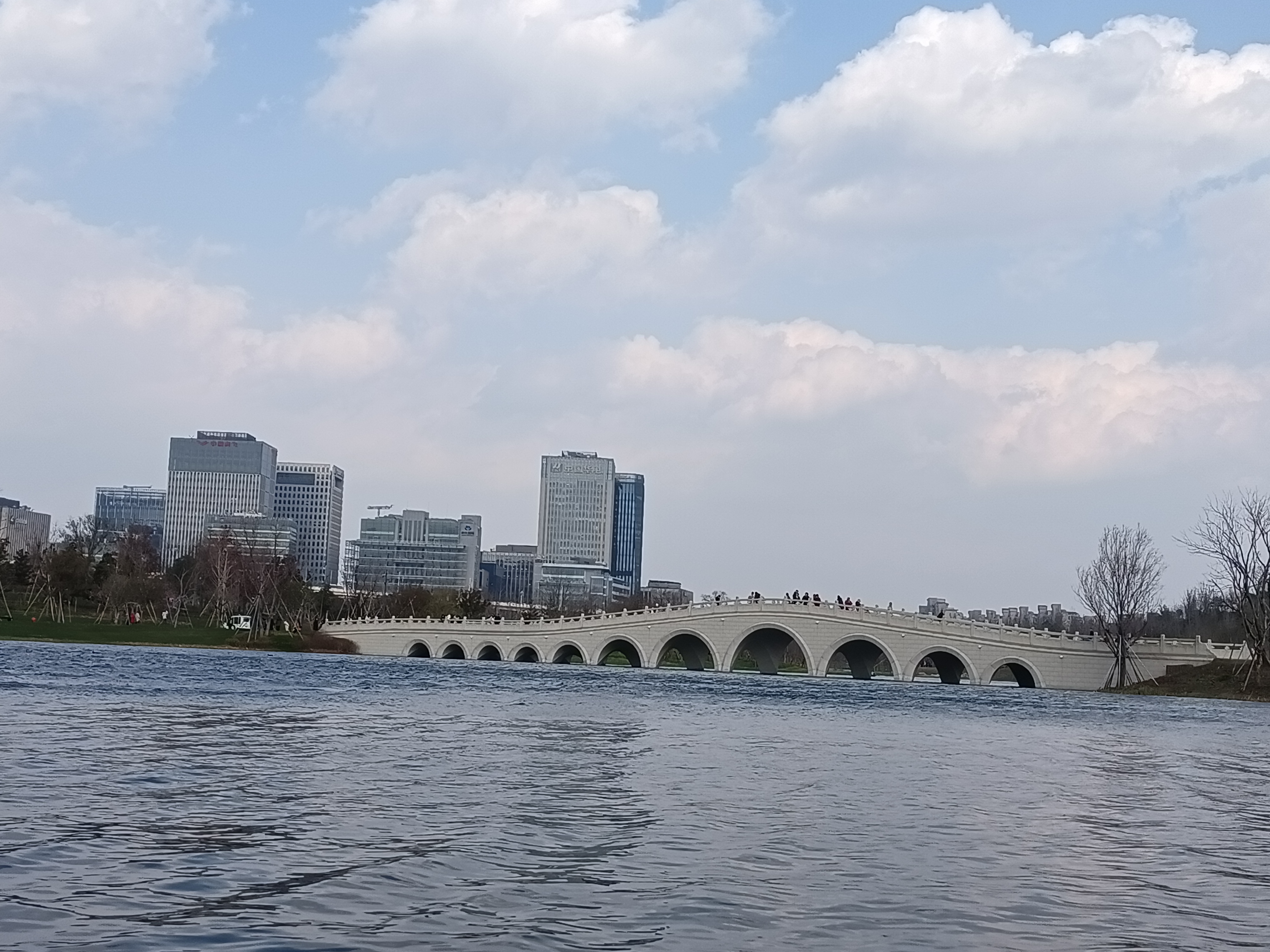
人工湖大石桥

## 地下空间
世博文化公园地下有已经建成的打浦路隧道，同时为将原后滩公园和新建部分连接，原有的世博大道地面道路拆除，改为约1.3公里的地下道路，与上海大歌剧院停车场设置地下联通道，2021年10月底建成通车。地铁19号线计划从公园地下穿过，在公园范围内设世博大道站、后滩站，两座车站土建工程已在公园建设时同步建设。其中，后滩站与公园西南角的下沉广场和马术中心地下空间平层相接，并设置地下联通道连接大歌剧院地下空间；世博大道站设有三个出入口，工程编号1号口位于公园内部，外观为特殊设计，隐藏在假山下方。世博文化公园地块内还规划有宛平南路隧道、枫林路隧道、轨道交通机场快线（即原沪杭磁悬浮线位）三条通道。世博会期间使用的原雪野二路、博成路共同沟于世博文化公园开工前拆除让路，并于公园外的济坤路短接。

## 游客评价
2023年一份基于世博文化公园北区运营状况的满意度调研显示，受访者对公园的生态环境较为满意；在公园的各项公共设施中，受访者较不满意的有：停车位不足（39.09%，当时双子山内部停车位未建成）、休闲座椅不足（25.45%）、厕所不足（24.24%）、餐饮店不足（20.91%）、垃圾桶不足（20.61%）。

## 参观信息
- 开放时间：8:30-17:30（17:00停止入场）
- 进入公园不需要门票，双子山免费但需要提前预约；申园、温室花园设有门票
- 交通：地铁7号线后滩站、13号线世博大道站，公交83、1118、1049、滨江2路（长清北路国展路），610、1131、滨江2路（通耀路耀龙路）[26]